# (470083) 2006 SG369
(470083) 2006 SG369 est un objet transneptunien faisant partie des twotinos.

## Caractéristiques
2006 SG369 mesure environ 140 km de diamètre et possède une résonance 1:2 avec Neptune.

## Découverte
2006 SG369 a été découvert le 16 septembre 2006.